# Via Domitia

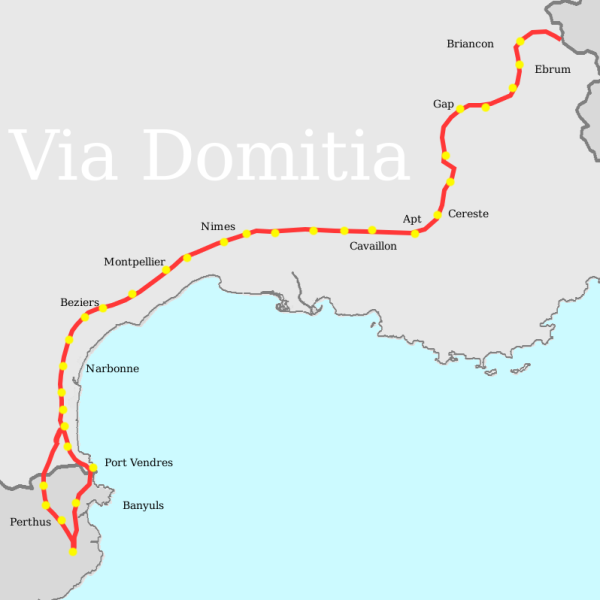
Via Domitia – mapa

Via Domitia byla první římskou silnicí, která byla postavena v Galii. Stavba byla zadána mezi lety 122 až 118 př. n. l. prokonzulem Gnaeem Domitiem Ahenobarbusem a následně byla po něj pojmenována.
Via Domitia spojovala Itálii se Španělskem po souši. V roce 118 př. n. l. bylo na Via Domitia založeno město Narbonne (jako Colonia Narbo Martius), ze kterého započala ve stejném roce stavba Via Aquitania. Ta vedla na západ přes Toulouse a Bordeaux k Atlantiku.
Via Domitia překonala Alpy průsmykem Col de Montgenèvre (1850 m), pokračovla údolím Durance, překonává řeku Rhôna u Beaucaire a vedla dále podél pobřeží Středozemního moře k Pyrenejím.
Silnice vedla skoro přímo s pevným podkladem. Ve městech, kterými procházela, byla dlážděna dlažebními kostkami nebo deskami. Mimo města z udusané země ve vrstvách štěrku a nebo sutě. Při vstupu do města procházela většinou vstupní bránou nebo triumfálním obloukem, jako např. v Nimes procházela Porte d’Auguste nebo v Glanum procházela Arc de Triomphe.

## Města

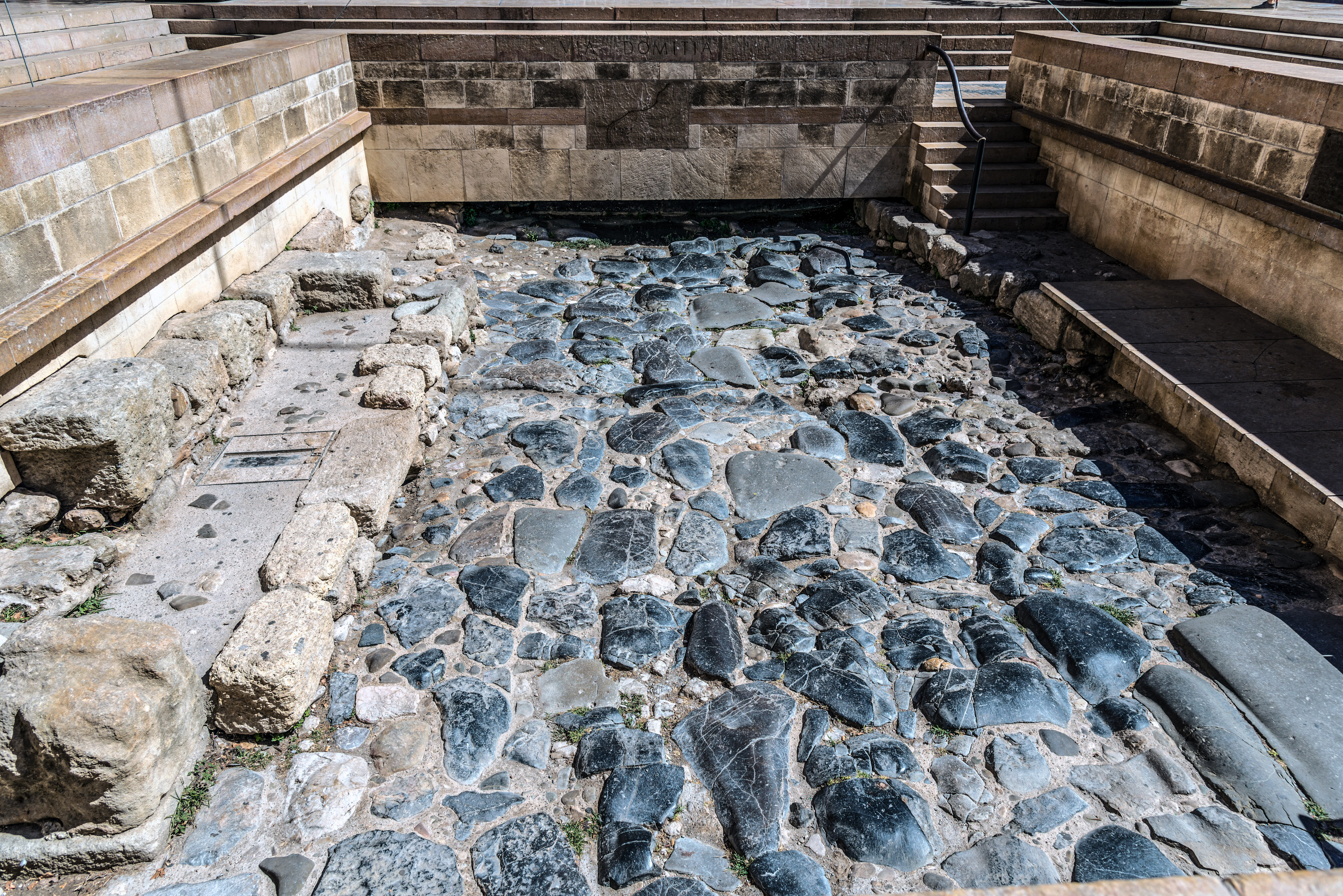
Via Domitia (Narbonne)

Města postavená u silnice Via Domitia:
- Susa (Segusio),
- Briançon (Brigantio),
- Gap (Vapincum),
- Embrun (Eburodunum),
- Sisteron (Segustero),
- Apt (Apta Julia),
- Cavaillon (Cabellio),
- Tarascon – Beaucaire (Ugernum) jako přechod přes řeku Rhone,
- Nîmes (Nemausus),
- Béziers (Baeterris),
- Narbonne (Narbo Martius).

## Mosty
Mosty přes řeky na silnici Via Domitia:
- Římský most Saint-Thibéry (u Béziers)
- Pont Ambroix
- Pont Julien
- Pont Serme